# Ana Margarida Filipe
Ana Margarida Filipe (Ilha da Terceira, Açores, 1999) é uma atleta de alto rendimento em atletismo adaptado reconhecida e multi-galardoada.

## Percurso
Ana Margarida Filipe nasceu a 28 de Agosto de 1999, natural da Ilha da Terceira, nos Açores. Frequentou a Escola Primária da Vila Nova, tendo-se tornado a primeira atleta de sucesso formada nos Açores em desporto adaptado. Representa o Clube Desportivo da Associação Cristã da Mocidade da Ilha Terceira, sendo treinada por Ana Paula Costa.
Após uma carreira como campeã regional em diversas disciplinas e escalões etários, Ana Margarida Filipe tem, desde 2015, representado a Região Autónoma dos Açores e a seleção nacional em diversas competições internacionais. A sua estreia internacional foi no Campeonato do Mundo de Pista Coberta INAS, realizado na Rússia tendo recebido duas medalhas de bronze.
O seu percurso enquanto atleta tem sido notável. Em 2015, foi atleta dos Jogos Paralímpicos Europeus da Juventude, na Croácia, tendo ganho uma medalha de ouro em salto em comprimento e medalha de prata na categoria 400 metros barreiras.
Em 2016, venceu a medalha de ouro no salto em altura e nos 400 metros estafetas e foi reconhecida com o prémio Atleta dos Campeonatos no 9º Campeonato do Mundo INAS de Pista Coberta em Ancona, Itália.
Em 2018, conquistou a medalha de ouro no triplo salto, 60 metros barreiras e salto em altura e a medalha de prata no salto em comprimento no 10.º Campeonato da Europa de Atletismo em Pista Coberta VIRTUS, em Nantes, França.
Em 2019, ganhou duas medalhas de ouro - 60 metros barreiras e  salto em altura - uma de prata no triplo salto e uma de bronze no salto em comprimento no Campeonato da Europa de Atletismo de Pista Coberta INAS, em Istambul, Turquia. No final de 2019 conquistou quatro medalhas - uma medalha de ouro na disciplina de salto em altura, duas medalhas de prata no triplo salto e nos 100 metros barreiras e uma medalha de bronze no salto em comprimento - no INAS Global Games, disputados na Austrália.
Em 2020, venceu dois títulos de campeã mundial no Campeonato do Mundo de Pista Coberta de Desporto Adaptado, que decorreu em finais de fevereiro em Torun, na Polónia. Está a preparar-se para os próximos Jogos Paraolímpicos em 2022, na China, Pequim.

## Palmarés
Prémios
2020 Polónia - Campeonato Mundial de Pista Coberta VIRTUS (Torun)
- MEDALHA OURO - salto em altura
2019 Austrália - 12.º Campeonato do Mundo Atletismo INAS (Brisbane)
- MEDALHA OURO - salto em altura
- MEDALHA PRATA - 100 metros barreiras
- MEDALHA PRATA - triplo salto
- MEDALHA BRONZE - salto em comprimento
- MEDALHA BRONZE - equipas femininas
2019 Turquia - 9.º Campeonato da Europa Atletismo Pista Coberta INAS (Istambul)
- MEDALHA OURO - 60 metros barreiras
- MEDALHA OURO - salto em altura
- MEDALHA PRATA - triplo salto
- MEDALHA BRONZE - salto em comprimento
- CAMPEÃ DA EUROPA EQUIPAS
2018 França - 10.º Campeonato da Europa de Atletismo em Pista Coberta VIRTUS (Nantes)
- MEDALHA OURO - triplo salto
- MEDALHA OURO - 60 metros barreiras
- MEDALHA OURO - salto em altura
- MEDALHA PRATA - salto em comprimento
2016 Itália - 9º Campeonato do Mundo INAS de Pista Coberta (Ancona)
- MEDALHA OURO - salto em altura
- MEDALHA OURO - 400 metros estafetas
- PRÉMIO - Atleta dos Campeonatos
2015 Croácia - Jogos Paralímpicos Europeus da Juventude
- MEDALHA OURO - salto em comprimento
- MEDALHA PRATA - 400 metros barreiras

## Reconhecimento
- 2020 - Voto de Congratulação, atribuído pelo Grupo Parlamentar do Partido Socialista dos Açores, pelas quatro medalhas conquistadas no Campeonato do Mundo de Pista Coberta de Desporto Adaptado nomeadamente, pela conquista do título de campeã mundial nas categorias de salto em altura e de triplo salto.

- 2020 -  XIX Gala do Desporto Açoriano, galardoada na categoria “Desportista do Ano".[11]

- 2018 - XVII Gala do Desporto Açoriano, galardoada na categoria “Desportista do Ano”.[12][13]
- 2016 - Foi nomeada Atleta do Campeonato no Campeonato do Mundo INAS de Pista Coberta que decorreu em Ancona (Itália) [14]